# IC 4593
IC 4593 је планетарна маглина у сазвјежђу Херкул која се налази на листи објеката дубоког неба у Индекс каталогу.
Деклинација објекта је + 12° 4' 19" а ректасцензија 16h 11m 44,5s. Привидна величина (магнитуда) објекта IC 4593 износи 10,7 а фотографска магнитуда 10,9. IC 4593 је још познат и под ознакама PK 25+40.1, CS=11.0.